# Почтовые марки России (2025)

Почтовые марки России (2025) — каталог знаков почтовой оплаты (марок, блоков, листов), введённых в обращение «Почтой России» в 2025 году.

## Список коммеморативных марок
Порядок следования элементов в таблице соответствует номеру по каталогу марок России на официальном сайте издатцентра «Марка», в скобках приведены номера по каталогу «Михель».

## Таблица
| №                  | Изображение | Описание                                                                                             | Номинал | Дата      | Тираж          | Художник       | П     |
| ------------------ | ----------- | --- | ------- | --------- | -------------- | -------------- | ----- |
| 3374 (Mi #RU)      |             | 200 лет жостовскому народному промыслу                                                               | 22      | 10 января | 180 000 20 000 | Бетрединова Х. | [ 3 ] |
| 3375 (Mi #RU)      |             | 800 лет городу Юрьевцу Ивановской области                                                            | 60      | 10 января | 56 000 7000    | Бодрова М.     | [ 4 ] |
| № 3376 ( Mi #))    |             | 175 лет со дня рождения С. В. Ковалевской (1850–1891), математика, механика                          | 60 руб. | 15 января | 72 000 8000    | Подобед М.     | [ 5 ] |
| № 3377 ( Mi #))    |             | Серия «Кавалеры ордена "За заслуги перед Отечеством"». В. Е. Фортов (1946–2020), физик, академик РАН | 50 руб. | 15 января | 98 000 7000    | Московец А.    | [ 6 ] |
| № 3378, 3379, 3380 |             | Серия «Города Золотого кольца России». Владимир                                                      | 58 руб. | 24 января | 84 000         | Бельтюков В.   |       |
|                    |             | Серия «Города Золотого кольца России». Углич.                                                        | 58 руб. | 24 января | 84 000         | Бельтюков В.   |       |
|                    |             | |         |           |                | Бельтюков В.   |       |

## Комментарии
1. ↑  Ниже приведён перечень коммеморативных марок (с возможностью сортировки по номиналу, тиражу).